# Campionat sud-americà de bàsquet masculí
El Campionat Sud-americà de basquetbol és la màxima competició de seleccions de bàsquet d'Amèrica del Sud.
És organitzat per la FIBA i hi participen totes les seleccions sud-americanes de l'esport. La primera edició fou l'any 1930, anterior, fins i tot al Campionat d'Europa. Actualement es disputa cada dos anys i serveix com a classificació del Torneig de les Amèriques i dels Jocs Panamericans

## Historial
| Edició  | Any  | Seu                           | Campió    | Segon classificat | Tercer classificat | Quart classificat   |
| ------- | ---- | ----------------------------- | --------- | ----------------- | ------------------ | ------------------- |
| I       | 1930 | Montevideo, Uruguai           | Uruguai   | Argentina         | Brasil             | Xile                |
| II      | 1932 | Santiago de Xile, Xile        | Uruguai   | Xile              | Argentina          | -----               |
| III     | 1934 | Buenos Aires, Argentina       | Argentina | Xile              | Brasil             | Uruguai             |
| IV      | 1935 | Rio de Janeiro, Brasil        | Argentina | Brasil            | Uruguai            | -----               |
| V       | 1937 | Santiago de Xile, Xile        | Xile      | Uruguai           | Brasil             | Perú                |
| VI      | 1938 | Lima, Perú                    | Perú      | Argentina         | Uruguai            | Brasil              |
| VII     | 1939 | Rio de Janeiro, Brasil        | Brasil    | Uruguai           | Argentina          | Perú                |
| VIII    | 1940 | Montevideo, Uruguai           | Uruguai   | Argentina         | Brasil             | Xile                |
| IX      | 1941 | Mendoza, Argentina            | Argentina | Perú              | Uruguai            | Xile                |
| X       | 1942 | Santiago de Xile, Xile        | Argentina | Uruguai           | Brasil             | Xile                |
| XI      | 1943 | Lima, Perú                    | Uruguai   | Perú              | Argentina          | Xile                |
| XII     | 1945 | Guayaquil, Equador            | Brasil    | Uruguai           | Argentina          | Xile                |
| XIII    | 1947 | Rio de Janeiro, Brasil        | Uruguai   | Brasil i Xile     | -----              | Argentina i Equador |
| XIV     | 1949 | Asunción, Paraguai            | Uruguai   | Brasil i Xile     | -----              | Argentina i Perú    |
| XV      | 1953 | Montevideo, Uruguai           | Uruguai   | Brasil            | Xile               | Perú                |
| XVI     | 1955 | Cúcuta, Paraguai              | Uruguai   | Paraguai          | Brasil             | Argentina           |
| XVII    | 1958 | Santiago de Xile, Xile        | Brasil    | Uruguai           | Paraguai           | Argentina           |
| XVIII   | 1960 | Córdoba, Argentina            | Brasil    | Paraguai          | Argentina          | Uruguai             |
| XIX     | 1961 | Rio de Janeiro, Brasil        | Brasil    | Uruguai           | Argentina          | Paraguai            |
| XX      | 1963 | Lima, Perú                    | Brasil    | Perú              | Uruguai            | Argentina           |
| XXI     | 1966 | Mendoza, Argentina            | Argentina | Brasil            | Perú               | Uruguai             |
| XXII    | 1968 | Asunción, Paraguai            | Brasil    | Uruguai           | Perú               | Paraguai            |
| XXIII   | 1969 | Montevideo, Uruguai           | Uruguai   | Brasil            | Argentina          | Perú                |
| XXIV    | 1971 | Montevideo, Uruguai           | Brasil    | Uruguai           | Argentina          | Perú                |
| XXV     | 1973 | Bogotà, Colòmbia              | Brasil    | Argentina         | Perú               | Uruguai             |
| XXVI    | 1976 | Medellín, Colòmbia            | Argentina | Brasil            | Uruguai            | Paraguai            |
| XXVII   | 1977 | Valdivia, Xile                | Brasil    | Uruguai           | Argentina          | Veneçuela           |
| XXVIII  | 1979 | Bahía Blanca, Argentina       | Argentina | Brasil            | Uruguai            | Xile                |
| XXIX    | 1981 | Montevideo, Uruguai           | Uruguai   | Brasil            | Argentina          | Xile                |
| XXX     | 1983 | Saõ José dos Campos, Brasil   | Brasil    | Argentina         | Uruguai            | Veneçuela           |
| XXXI    | 1985 | Medellín, Colòmbia            | Brasil    | Uruguai           | Argentina          | Veneçuela           |
| XXXII   | 1987 | Asunción, Paraguai            | Argentina | Veneçuela         | Brasil             | Uruguai             |
| XXXIII  | 1989 | Guayaquil, Equador            | Brasil    | Argentina         | Uruguai            | Veneçuela           |
| XXXIV   | 1991 | Valencia, Veneçuela           | Uruguai   | Argentina         | Brasil             | Paraguai            |
| XXXV    | 1993 | Guaratinguetá, Brasil         | Brasil    | Argentina         | Veneçuela          | Uruguai             |
| XXXVI   | 1995 | Montevideo, Uruguai           | Uruguai   | Argentina         | Brasil             | Veneçuela           |
| XXXVII  | 1997 | Maracaibo, Veneçuela          | Uruguai   | Veneçuela         | Argentina          | Brasil              |
| XXXVIII | 1999 | Bahía Blanca, Argentina       | Brasil    | Argentina         | Veneçuela          | Uruguai             |
| XXXIX   | 2001 | Valdivia, Xile                | Argentina | Brasil            | Veneçuela          | Uruguai             |
| XL      | 2003 | Montevideo, Uruguai           | Brasil    | Argentina         | Uruguai            | Veneçuela           |
| XLI     | 2004 | Campos dos Goytacazes, Brasil | Argentina | Brasil            | Veneçuela          | Uruguai             |
| XLII    | 2006 | Caracas, Veneçuela            | Brasil    | Uruguai           | Argentina          | Veneçuela           |
| XLIII   | 2008 | Puerto Montt, Xile            | Argentina | Uruguai           | Veneçuela          | Brasil              |
| XLIV    | 2010 | Neiva, Colòmbia               | Brasil    | Argentina         | Uruguai            | Veneçuela           |
| XLV     | 2012 | Resistencia, Argentina        | Argentina | Veneçuela         | Uruguai            | Brasil              |
| XLVI    | 2014 | Illa Margarita, Veneçuela     | Veneçuela | Argentina         | Brasil             | Uruguai             |

## Palmarès
Entre parèntesis els llocs compartits.
| Seleccions | Títols | Subcampionats | Tercers llocs | Quarts llocs | 1r i darrer títol | Uruguai | Xile | Argentina | Brasil | Paraguai | Veneçuela | Colòmbia | Perú | Equador |
| ---------- | ------ | ------------- | ------------- | ------------ | ----------------- | ------- | ---- | --------- | ------ | -------- | --------- | -------- | ---- | ------- |
| Brasil     | 18     | 11 (2)        | 10            | 4            | 1939 / 2010       | 2       | 2    | 2         | 4      | 1        | 1         | 3        | 1    | 2       |
| Uruguai    | 13     | 12            | 13            | 10           | 1930 / 1997       | 6       | 1    |           | 1      | 2        | 2         |          | 1    |         |
| Argentina  | 12     | 13            | 11            | 5 (2)        | 1934 / 2012       |         | 3    | 5         | 2      | 1        |           | 1        |      |         |
| Xile       | 1      | 4 (2)         | 1             | 8            | 1937              |         | 1    |           |        |          |           |          |      |         |
| Veneçuela  | 1      | 3             | 5             | 8            | 2014              |         |      |           |        |          | 1         |          |      |         |
| Perú       | 1      | 3             | 3             | 6 (1)        | 1938              |         |      |           |        |          |           |          | 1    |         |
| Paraguai   |        | 2             | 1             | 4            |                   |         |      |           |        |          |           |          |      |         |
| Equador    |        |               |               | 1 (1)        |                   |         |      |           |        |          |           |          |      |         |
| TOTAL      | 46     | 48            | 44            | 46           | Títols per seu:   | 8       | 8    | 7         | 7      | 4        | 4         | 4        | 2    | 2       |